# Harvard International Law Journal
Harvard International Law Journal (Гарвардський журнал міжнародного права) — рецензований академічний журнал з міжнародного права, що виходить двічі на рік. Він випускається і редагується студентами Гарвардської школи права.

## Історія
Був заснований 1959 року як Бюлетень , пізніше названий як Журнал Гарвардського клубу міжнародного права, нинішню назву отримав 1966 року.

## Тематика
Журнал охоплює міжнародне, порівняльне правознавство, зарубіжне право, роль міжнародного права в судах Сполучених Штатів, і міжнародні наслідки внутрішнього законодавства США. Також публікує студентські роботи про останні події в галузі міжнародного права та огляди нових книг в цій області.
Статті з журналу цитувалися в своїх рішеннях Верховний суд Сполучених Штатів, Європейський суд, Міжнародний суд, і Світова організація торгівлі в панелі дискусій.
Сайт журналу включає в себе Harvard International Law Journal Online, який публікує короткі статті виключно онлайн, ILJ Digest, безперервно оновлюваний блог про розвиток в галузі міжнародного права.